# Konrad II. (Rietberg)
Graf Konrad II. von Rietberg († 24. April 1313) war Graf von Rietberg und der Sohn von Graf Friedrich I. von Rietberg und dessen Frau Beatrix von Horstmar.
Nach dem Tod des Vaters übernahm er 1282 die Grafschaft. 1302 regierte er zusammen mit seinem Bruder Friedrich II. Konrad II. starb 1313 und gab seinen Teil der Grafschaft an seinen Sohn Otto I. weiter. Er wurde im Kloster Marienfeld beigesetzt. Seine anderen Geschwister waren
- Otto († 16. Oktober 1308 in Poitiers), Fürstbischof von Münster (1301–1306)
- Simon († nach 1336), Domherr in Osnabrück, Münster und Paderborn
- Bernhard, erwähnt zwischen 1277 und 1282
- Beatrix († 1312/25), ab etwa 1270 verheiratet mit Graf Otto von Tecklenburg
- Adelheid († 1330/35), Äbtissin von St. Ägidii zu Münster

Auf dem Grabstein des Grafen stand:
Anno Dni. MCCCXIII. VIII Calend. May obiit
Conradus comes de Retberge.
Anima eius requiescat in Domino Deo. Amen
In deutscher Übersetzung:
Im Jahre des Herrn 1313, am 24. April,
starb Konrad, Graf von Rietberg.
Seine Seele ruhe in Gott. Amen.
Daneben war die Grabplatte seiner Frau:
Octavo Kal. Februarii obiit Mechtildis comitissa de Retberg.
Anno Dni. MCCC tertio.
In deutscher Übersetzung:
Am 25. Februar starb Mechthild Gräfin von Rietberg.
Im Jahre des Herrn 1303.

## Ehe und Nachkommen
Graf Konrad II. heiratete vor 1281 eine Mechthild († 25. Februar 1304), mit der er 9 Kinder hatte:
- Konrad († 27. September 1353), Domherr in Mainz und Propst zu Meschede
- Friedrich († um 1365), Domdechant in Paderborn
- Beatrix († 1328/30), ab 1296 verheiratet mit Graf Wilhelm von Arnsberg
- Kunigunde, erwähnt 1281–1304
- Elisabeth, erwähnt 1281–1313
- Otto I., Graf von 1313 bis 1347
- Mechthild, erwähnt 1297.
- Heinrich, erwähnt 1304.
- Poncelina († 1353), um 1338 verheiratet mit Werner von der Asseburg